# ماراوا
ماراوا (بالإنجليزية: Marawa)‏ الرب العنكبوت الميلانيزي. وهو الرب المخادع الذي خدع الإنسان ونزع عنه الخلود. صدیق وعدو کات Qat الروح القوي الآخر. عارض غزو كات للبحر عن طريق استبدال الشرائح التي قطعها كات من جذوع الشجر لصنع قارب. وعندما أمسك به كات ذات ليلة يقوم بهذا، وافق ماراوا على مساعدته في إكمال بناء الزورق.